# Aerostar
Aerostar — авиастроительная компания в городе Бакэу, Румыния. Была основана в 1953 году и изначально называлась U.R.A., затем I.R.Av, затем I.Av. и наконец стала называться «Aerostar S.A.».

## История
В 1976 было развёрнуто производство самолёта Як-52 в рамках СЭВ по лицензии и на безвозмездной основе. Всего компания произвела более 1800 спортивно-тренировочных самолётов различных модификаций, а также впоследствии занималась их модернизацией. Як-52 производился в Румынии прежде всего для поставок в СССР.
Аэростар проводила ремонт и обслуживание всего авиапарка Военно-воздушных сил Румынии.
Компания также разработала и производила двухдвигательный истребитель-бомбардировщик IAR 93 «Vultur».
Также Аэростар при поддержке израильской компании «Элбит Системс» занималась модернизацией МиГ-21 и МиГ-29, состоявших на вооружении румынских ВВС.
Также участвовала в программе модернизации систем залпового огня LAROM.
Другим важным направлением деятельности Аэростара является производство баллонов для сжиженного газа.